# Sakanaction
I Sakanaction (サカナクション?, Sakanakushon) sono un gruppo musicale giapponese formatosi a Sapporo, nell'Hokkaido. La loro musica fonde alternative rock, art rock, elettronica, pop e new wave, tanto che la critica ha trovato difficoltà a categorizzarli in uno stile preciso. Ciononostante godettero di un grande successo mainstream con i loro dischi, ottenendo costantemente posizioni nella Top 10 delle classifiche giapponesi Oricon. I membri sono Ichiro Yamaguchi, Motoharu Iwadera, Ami Kusakari, Emi Okazaki e Keiichi Ejima.
Il nome della band è un portmanteau dei termini "sakana" ("pesce")  e "action" e riflette il desiderio di agire rapidamente e con leggerezza, come i pesci nell'acqua, senza temere i cambiamenti nella scena musicale.

## Formazione
- Ichirō Yamaguchi (山口一郎?, Yamaguchi Ichirō)
  - Nato ad Otaru l'8 settembre 1980
  - Cantante e chitarrista
- Motoharu Iwadera (岩寺基晴?, Iwadera Motoharu), soprannominato "Mocchi"
  - Nato a Sapporo l'11 marzo 1981
  - Chitarrista
- Ami Kusakari (草刈愛美?, Kusakari Ami), soprannominata "Neesan"
  - Nata a Tokyo il 30 aprile 1980
  - Bassista e tastierista
- Emi Okazaki (岡崎英美?, Okazaki Emi), soprannominata "Zakki" o "Zakioka"
  - Nata ad Otaru, Hokkaidō il 5 ottobre 1983
  - Tastierista
- Keiichi Ejima (江島啓一?, Ejima Keiichi), soprannominato "Eiiji"
  - Nato a Sapporo l'8 luglio 1981
  - Batterista